# Крейнер, Стюарт
Стюарт Крейнер (родился в 1962 году в Оксфорде, Великобритания) — автор, писатель по бизнесу и менеджменту, консультант и предприниматель.

## Биография[1]
Крейнер начал свою карьеру в 1980-х годах в качестве колумниста в Times и работал деловым журналистом, редактором и соавтором. В начале 1990-х годов он написал свои первые книги по менеджменту в соавторстве с консультантом по кадрам Дэвидом Клаттербаком и педагогом Эдди Обенгом. В 1995 году он отредактировал первое издание Financial Times Handbook of Management, а в 1996 году опубликовал свою первую книгу из серии о «ключевых идеях менеджмента» и его истории. Он также является соучредителем инициативы по менеджменту Thinkers50.
Крейнер является адъюнкт-профессором в бизнес-школе в Мадриде, директором Business Ecosystem Alliance, а также автором книги "Atlantic Crossing".
Стюарт Крейнер регулярно сотрудничает с The Financial Times, The (London) Times, бортовым журналом British Airlines, Across the Board и другими изданиями.

## Книги и публикации
| 2013 | Джек Уэлч: 10 секретов величайшего в мире короля менеджмента.             |
| 2008 | Руперт Мердок: 10 секретов крупнейшего в мире медиамагната.               |
| 2006 | Беседы с гуру: встречи с крупнейшими идеологами менеджмента.              |
| 2006 | Бизнес-путь. Руперт Мердок                                                |
| 2006 | Беседы с гуру. Встречи с крупнейшими идеологами менеджмента               |
| 2005 | Команда победителей. Лидерство в стиле Свена-Йорана Эрикссона             |
| 2005 | Библиотека избранных трудов о бизнесе. Книги, сотворившие менеджмент      |
| 2004 | Брэнды, которые изменили бизнес. Полная коллекция величайших брэндов мира |
| 2002 | Ключевые идеи менеджмента                                                 |